# Ameen Al-Dakhil
Ameen Al-Dakhil (Baghdad, 6 marzo 2002) è un calciatore iracheno naturalizzato belga, difensore dello Stoccarda e della nazionale belga.

## Carriera

### Club
Nato in Iraq, si è trasferito in Belgio da piccolo con la sua famiglia, dove è entrato a far parte del settore giovanile dello Standard Liegi. Il 23 luglio 2021 ha esordito in prima squadra, disputando l'incontro di Pro League pareggiato per 1-1 contro il Genk. Il 9 novembre successivo, ha firmato il suo primo contratto da professionista con la squadra.
Il 31 gennaio 2022 viene ceduto al Sint-Truiden. Un anno dopo, il 13 gennaio 2023, si trasferisce a titolo definitivo al Burnley.

### Nazionale
Ha rappresentato le nazionali giovanili belghe Under-17, Under-18 ed Under-21.
Viene convocato per la prima volta in nazionale maggiore nel giugno 2023, esordendo il 17 dello stesso mese nella gara pareggiata pareggiata contro l'Austria (1-1).

## Statistiche

### Presenze e reti nei club
Statistiche aggiornate al 13 gennaio 2023.
| Stagione        | Squadra         | Campionato      | Campionato | Campionato | Coppe nazionali | Coppe nazionali | Coppe nazionali | Coppe continentali | Coppe continentali | Coppe continentali | Altre coppe | Altre coppe | Altre coppe | Totale | Totale |
| Stagione        | Squadra         | Comp            | Pres       | Reti       | Comp            | Pres            | Reti            | Comp               | Pres               | Reti               | Comp        | Pres        | Reti        | Pres   | Reti   |
| --------------- | --------------- | --------------- | ---------- | ---------- | --------------- | --------------- | --------------- | ------------------ | ------------------ | ------------------ | ----------- | ----------- | ----------- | ------ | ------ |
| 2021-gen. 2022  | Standard Liegi  | D1              | 13         | 0          | CB              | 1               | 0               |                    | -                  | -                  |             | -           | -           | 14     | 0      |
| gen.-giu. 2022  | Sint-Truiden    | D1              | 9          | 0          | CB              | -               | -               |                    | -                  | -                  |             | -           | -           | 9      | 0      |
| 2022-gen. 2023  | Sint-Truiden    | D1              | 16         | 0          | CB              | 3               | 0               |                    | -                  | -                  |             | -           | -           | 19     | 0      |
| gen.-giu. 2023  | Burnley         | FLC             | 0          | 0          | FACup+CdL       | 0               | 0               |                    | -                  | -                  |             | -           | -           | 0      | 0      |
| Totale carriera | Totale carriera | Totale carriera | 38         | 0          |                 | 4               | 0               |                    | -                  | -                  |             | -           | -           | 42     | 0      |

### Cronologia presenze e reti in nazionale
| Cronologia completa delle presenze e delle reti in nazionale ― Belgio | Cronologia completa delle presenze e delle reti in nazionale ― Belgio | Cronologia completa delle presenze e delle reti in nazionale ― Belgio | Cronologia completa delle presenze e delle reti in nazionale ― Belgio | Cronologia completa delle presenze e delle reti in nazionale ― Belgio | Cronologia completa delle presenze e delle reti in nazionale ― Belgio | Cronologia completa delle presenze e delle reti in nazionale ― Belgio | Cronologia completa delle presenze e delle reti in nazionale ― Belgio |
| Data                                                                  | Città                                                                 | In casa                                                               | Risultato                                                             | Ospiti                                                                | Competizione                                                          | Reti                                                                  | Note                                                                  |
| --------------------------------------------------------------------- | --------------------------------------------------------------------- | --------------------------------------------------------------------- | --------------------------------------------------------------------- | --------------------------------------------------------------------- | --------------------------------------------------------------------- | --------------------------------------------------------------------- | --------------------------------------------------------------------- |
| 17-6-2023                                                             | Bruxelles                                                             | Belgio                                                                | 1 – 1                                                                 | Austria                                                               | Qual. Euro 2024                                                       | -                                                                     | 84’                                                                   |
| 20-6-2023                                                             | Tallinn                                                               | Estonia                                                               | 0 – 3                                                                 | Belgio                                                                | Qual. Euro 2024                                                       | -                                                                     | 57’                                                                   |
| 15-11-2023                                                            | Lovanio                                                               | Belgio                                                                | 1 – 0                                                                 | Serbia                                                                | Amichevole                                                            | -                                                                     |                                                                       |
| 19-11-2023                                                            | Bruxelles                                                             | Belgio                                                                | 5 – 0                                                                 | Azerbaigian                                                           | Qual. Euro 2024                                                       | -                                                                     | 84’                                                                   |
| 14-11-2024                                                            | Bruxelles                                                             | Belgio                                                                | 0 – 1                                                                 | Italia                                                                | UEFA Nations League 2024-2025 - 1º turno                              | -                                                                     | 71’ 77’                                                               |
| 17-11-2024                                                            | Budapest                                                              | Israele                                                               | 1 – 0                                                                 | Belgio                                                                | UEFA Nations League 2024-2025 - 1º turno                              | -                                                                     | 90+3’                                                                 |
| Totale                                                                |                                                                       | Presenze                                                              | 6                                                                     |                                                                       | Reti                                                                  | 0                                                                     |                                                                       |

## Palmarès
- Coppa di Germania: 1

Stoccarda: 2024-2025